# Merry X-Mas
«Merry X-Mas» (Feliz Navidad, en español) es una canción de la banda de rock suiza Gotthard que fue publicada en noviembre de 2000 solamente como sencillo y se le puede encontrar en algunas compilaciones. La canción fue compuesta por Leo Leoni y Steve Lee; arreglada por Gotthard y producida por Leo Leoni y Chris von Rohr. 

## Sencillos
CD-Maxi Ariola 74321-72277-2	11.1999
1. 	Merry X-Mas		5:22	
2. 	Merry X-Mas (Radio Edit)	  	4:24	
3. 	Peace Of Mind	  	2:57	
4. 	Overtime X-Mas Jam		1:48

## Posicionamiento
"Heaven" debutó en el puesto #20 en el chart suizo de sencillos el 5 de diciembre de 1999 y alcanzó el puesto #4 el 26 de diciembre de ese mismo año. Finalmente, el sencillo permaneció ocho semanas consecutivas en el chart suizo.
| Listas (1999) | Máxima posición |
| ------------- | --------------- |
| Suiza         | 4               |

## Créditos y personal
- Steve Lee - Voz y compositor
- Leo Leoni - Compositor y productor
- Chris von Rohr - Productor
- Paolo "Mc" Bollio - Gaita
- Stephan Storrer - Diseño de arte